# Sinoclytus
Sinoclytus is een kevergeslacht uit de familie van de boktorren (Cerambycidae). De wetenschappelijke naam van het geslacht werd voor het eerst geldig gepubliceerd in 1995 door Holzschuh.

## Soorten
Sinoclytus is monotypisch en omvat slechts de volgende soort:
- Sinoclytus emarginatus Holzschuh, 1995